# الاتصال التقني
الاتصال التقني، هو وسيلة لنقل المعلومات العلمية أوالهندسية أوالتقنية الأخرى. ويشارك الأفراد في مجموعة متنوعة من السياقات ولديهم مؤهلات متنوعة في الاتصالات التقنية. ويتم تصنيف بعض الأفراد كمتصلين أو كتاب تقنيين. ويستخدم هؤلاء الأفراد مجموعة من الأساليب للبحث، والتوثيق وتقديم العمليات أو المنتجات التقنية، وقد يضع المتصلون الفنيون المعلومات التي يلتقطونها في المستندات الورقية، وصفحات الويب، والتدريب المعتمد، على -الكمبيوتر والنصوص المخزنة، رقمياً والصوت، والفيديو، وغيرها وسائل الإعلام.
ويعرف معهد الاتصال التقني هذا المجال على أنه شكل من أشكال الاتصال ويركز على المجموعات الفنية أو المتخصصة ويتواصل على وجة التحديد باستخدام التكنولوجيا أو يتم تقديم التعليمات حول كيفية القيام بشيءما وبشكل أكثر إيجازًا يعرف معهد التواصل العلمي والتقني الاتصال التقني على أنه اتصال واقعي يكون عادة حول المنتجات والخدمات.
وبشكل أكثر إيجازاً، يعرف معهد التواصل العلمي والتقني الاتصال على أنه اتصال واقعي، عادة حول المنتجات والخدمات.
وتعرف الرابطة الأوروبية للاتصالات الفنية بإختصار على أن الاتصال التقني بأنه "عملية تحديد، وإنشاء وتقديم منتجات معلوماتية من أجل الاستخدام الآمن، والفعال للمنتجات والأنظمة التقنية، والبرامج، والخدمات)."
ومهما كان تعريف الاتصال التقني، فإن الهدف الشامل للمارسة هو إنشاء معلومات يسهل الوصول إليها لجمهور معين.

## كمهنة
يقوم المتصلون الفنييون عموماً بتخصيص المعلومات لجمهور، محدد والذين قد يكونون خبراء، في الموضوع أو مستهلكين، أو مستخدمين نهائيين، وما إلى ذلك وغالباً ما يعمل المسؤولون الفنييون بشكل تعاوني لإنشاء مخرجات تتضمن
المساعدة عبر الإنترنت، أو كتيب للمستخدم، أو كتيب للتدريب في الفصول الدراسية، أو التدريب، ا-لقائم على الكمبيوتر أو الورق الأبيض، أو الوثائق الحكومية، ومقاطع الفيديو الصناعية، أو البطاقات المرجعية، أو صحائف البيانات، ومقالات المجلات، وبراءات الإختراع.
ويمكن أن تكون المجالات التقنية من أي نوع بما في ذلك العلوم الإنسانية, أو العلوم الدقيقة أو التقنية المتطورة بما في ذلك أجهزة الكمبيوتر والبرامج أو الإلكترونيات الإستهلاكية. وغالباً ما يعمل المتخصصون الفنيون مع مجموعة من -الخبراء المتخصصين في موضوع ا (لشركات الصغيرة والمتوسطة) في هذه المشاريع التعليمية.
وتشمل وظائف الاتصالات التقنية ما يلي، كاتب مستندات ومؤلف تعليم إلكتروني ومهندس معلومات ومطور المحتوى التقني والمحرر الفني والرسام الفني والمدرب الفني والمترجم التقني والكاتب التقني وخبير قابلية الاستخدام ومصمم تجربة المستخدم ومصمم واجهة المستخدم
وتشمل الوظائف المتاحة للمراسلين التقنيين أخصائي رقمي وأخصائي التسويق ومدير المحتوى.
في عام 2015 نشرت الرابطة الأوروبية للاتصالات الفنية إطار الكفاءة للمجال المهني للاتصالات الفنية.
على غرار التكنولوجيا والاقتصاد العالمي تطورت الاتصالات التقنية وأصبحت كمهنة خلال نصف القرن الماضي وبإختصار يأخذ المتصلون الفنييون البحث الفسيولوجي للمشروع ويطبقونه على عملية الاتصال نفسها.

## إنشاء المحتوى
الاتصال الفني هي مهمة يؤديها موظفون ومستشارون متخصصون على سبيل المثال قد يعمل كاتب محترف مع شركة لإنتاج دليل المستخدم وتمنح بعض الشركات مسؤولية الاتصالات التقنية للمهنيين التقنيين الأخرين مثل المبرمجين والمهندسين والعلماء وفي كثير من الأحيان يقوم كاتب تقني محترف بتحرير مثل هذا العمل لجعله يرقى إلى معايير الاتصالات التقنية الحديثة
لبدء عملية، التوثيق يقوم الفنييون بتحديد الجمهور واحتياجاتهم. من المعلومات ويقوم المتصل الفني بالبحث وبناء المحتوى في إطار عمل يمكن أن يوجه التطوير التفصيلي. وعندما يتم تجميع مجموعة المعلومات معاً، يضمن المتصل الفني أن الجمهور المقصود يمكنه فهم المحتوى واسترداد المعلومات التي يحتاجون إليها وكانت هذه العملية المعروفة باسم عملية الكتابة محوراً رئيسياً لنظرية الكتابة منذ السبعينيات، وبعض من مؤلفي الكتب المدرسية المعاصرين يطبقونها على الاتصالات التقنية والاتصال التقني. مهم لمعظم المهن، وهو كوسيلة لإحتواء وتنظيم المعلومات والحفاظ على دقتها.
تستند عملية الكتابة الفنية إلى شرائع شيشرون الخمسة للبلاغة وقد قسمها إلى ست خطوات:
1. تحديد الهدف والجمهور
2. جمع المعلومات (الإختراع)
3. تنظيم وتخطيط المعلومات (الترتيب)
4. اكتب المسودة الأولى (النمط)
5. المراجعة والتحرير (الذاكرة)
6. النشر والإخراج (التسليم)

### تحديد الهدف والجمهور
تخدم جميع الاتصالات التقنية غرضاً معيناً وعادةً لتوصيل الأفكار —والمفاهيم إلى الجمهور أو توجيه الجمهور, في مهمة. معينة ويستخدم محترفوا الاتصال التقني تقنيات مختلفة لفهم الجمهور و، عند الإمكان، اختبار المحتوى على الجمهور. المستهدف على سبيبل المثال، إذا لم يقم العاملون في البنك بإيداع الودائع، بشكل صحيح فسيقوم المتصل الفني بمراجعة المواد التعليمية (أو عدم وجودها), ومقابلة العاملين في البنك لتحديد الأخطاء المفاهيمية ومقابلة الخبراء في الموضوع لمعرفة الإجراءات الصحيحة، وتأليف مواد جديدة في الإجراءات الصحيحة، واختبار المادة على العاملين في البنك.
وبالمثل، فإن مدير المبيعات الذي يتسائل أي من موقعين أفضل لمتجر جديد قد يطلب من متخصص تسويق دراسة المواقع وكتابة تقرير بالتوصيات. ويقوم أخصائي التسويق بتسليم التقرير إلى مسوؤل اتصال تقني (في هذه الحالة، يقوم محرر تقني أو كاتب تقني), بتحرير المستند وتنسيقه، وفي بعض الأحيان تفصيله لجعل تقييم خبير التسويق قابلاً للاستخدام لمدير المبيعات. فإن العملية ليست عملية نقل، المعرفة ولكن استيعاب المعرفة عبر مجالات الخبرة وسياقات الاستخدام. وهذا هو التعريف الأساسي للاتصال التقني.
يؤثر نوع الجمهور على العديد من جوانب الاتصال، من اختيار الكلمات واستخدام الرسومات إلى الأسلوب والتنظيم. وفي أغلب الأحيان، لمخاطبة جمهور، يجب على المتصل التقني النظر في الصفات التي تجعل النص مفيداً (قادراً على دعم مهمة ذات مغزى) وقابل للاستخدام (يمكن استخدامة في تلك المهمة). قد يسيء الجمهور الغير تقني فهم أو حتى لا يقرأ مستنداً مليئاً- بالمصطلحات في حين أن الجمهور التقني قد يتوق إلى —التفاصل الهامة لعملهم مثل تمثيل المتجهات. وغالباً لا يتوفر للجماهير المشغولة الوقت لقراءة مستندات كاملة، ولذلك يجب تنظيم المحتوى —لتسهيل البحث على سبيل المثال عن طريق العناوين المتكررة، والمسافة الفارغة، والإشارات الأخرى التي توجه الإنتباه. وتختلف المتطلبات الأخرى وفقاُ لإحتياجات جمهور معين.
قد يحتاج المتصلون الفنييون إلى ترجمة، مستنداتهم أو عولمتها، أو توطينها لتلبية احتياجات الجماهير في الأسواق اللغوية والثقافية المختلفة. وتتضمن العولمة إنتاج محتوى تقني يلبي احتياجات أكبر عدد ممكن من الجماهير وبشكل مثالي يكيف الجهور الدولي. التعريب للمحتوى الفني الحالي ليلائم التوقعات الثقافية، والخطابية، والتعليمية والأخلاقية "القانونية للمستخدمين في سياق محلي معين.
الاتصال الفني في الحكومة خاصة ومفصلة. اعتمادًا على قطاع الحكومة (والبلد) يجب أن يتبع المكون الحكومي مواصفات مميزة. تتغير المعلومات باستمرار (الكتيبات الفنية، والكتيبات الفنية الإلكترونية التفاعلية، والنشرات الفنية وما إلى ذلك.)ويجب تحديث الاتصالات التقنية.

### جمع المعلومات
يجب أن يجمع القائمون بالاتصال الفنيون جميع المعلومات التي تتطلبها. كل وثيقة ويمكنهم جمع المعلومات من خلال البحث الأولي (المباشر) أو —البحث الثانوي باستخدام معلومات من الأعمال الحالية لمؤلفين آخرين ويجب أن يقر المتصلون الفنيون بجميع المصادر التي يستخدمونها لإنتاج عملهم تحقيقاً لهذه الغاية ويميز القائمون بالتواصل الفني عادةً الإقتباسات، وإعادة الصياغة، والملخصات عند تدوين الملاحظات.

### تنظيم وإيجاز المعلومات
قبل كتابة المسودة الأولية يقوم المتصل الفني بتنظيم الأفكار بطريقة تجعل المستند يتدفق بشكل جيد بمجرد تنظيم الفكرة ينظم الكاتب المستند ككل— لإنجاز هذه المهمة بطريقة مختلفة:
- التسلسل الزمني: يستخدم للمستندات التي تتضمن عملية خطية، مثل دليل تفصيلي يصف كيفية إنجاز شيء ما;

أجزاء من كائن: تستخدم للمستندات التي تصف أجزاء كائن، مثل رسم يوضح أجزاء الكمبيوتر (لوحة المفاتيح، الشاشة، الماوس إلخ);
مبسط إلى معقد (أو العكس): يبدأ بأفكار سهلة ويتحول تدريجياً إلى أفكار معقدة;
خاص بالعام: يبدأ بالعديد من الأفكار، ثم ينظم الأفكار في فئات -فرعية;
عام بالخاص: يبدأ بفئات قليلة من الأفكار، ثم يتعمق أكثر.
بعد تنظيم المستند، بالكامل يقوم الكاتب عادةً بإنشاء مخطط تفصيلي نهائي يوضح بنية المستند.
تجعل الخطوط العريضة عملية الكتابة أسهل وتوفر وقتاً للمؤلف.

### كتابة المسودة الأولى
بعد اكمال، المخطط الكتابي يبدأ الكاتب المسودة الأولى، وبإتباع هيكل المخطط. التفصيلي إن وضع كتل مدتها ساعة أو أكثر، جانباً في مكان خال من المشتتات، يساعد الكاتب في الحفاظ على التدفق. ويفضل معظم الكتاب الإنتظار حتى تكتمل المسودة قبل أي مراجعة حتى لا يكسروا. تدفقهم وعادةَ يجب أن يبدأ الكاتب بالقسم الأسهل، ولا يكتب الملخص إلا بعد صياغة النص.
يمكن استخدام تنسيق ABC (a bstract,b ody,c onclusion) عند كتابة أول مسودة لبعض أنواع المستندات. يصف الملخص الموضوع، حتى يعرف القارئ ما يغطيه المستند. النص هو غالبية الوثيقة ويغطي الموضوعات في العمق.أخيرًا، يعيد قسم الخاتمة ذكر الموضوعات الرئيسية للوثيقة. يمكن أن ينطبق تنسيق ABC أيضًا على الفقرات الفردية—بدءًا من جملة الموضوع التي تنص على موضوع الفقرة، متبوعًا بالموضوع، وأخيراً، الجملة الختامية.